# Молодёжные политические организации России

## Молодёжные отделения политических партий
- Время молодых («Соколы Жириновского»), Молодёжный центр ЛДПР (ЛДПР);
- Ленинский коммунистической союз молодёжи Российской Федерации — ЛКСМ РФ (КПРФ);
- Молодая гвардия Единой России (Партия «Единая Россия»);
- Молодёжное Яблоко (Партия «Яблоко»);
- Молодёжь Справедливой России (Партия «Справедливая Россия»);

- Всероссийский Ленинский коммунистический союз молодежи - ВЛКСМ (Партия "Коммунисты России");
- Тигры Родины (Партия «Родина»);
- Молодёжная организация "Новые Люди" (Новые люди).

## Молодёжные отделения политических организаций
- Евразийский союз молодёжи (Международное евразийское движение)
- Революционный коммунистический союз молодёжи — РКСМ(б) (РКРП-РПК)
- Всесоюзная молодая гвардия большевиков (молодёжное отделение ВКПБ)
- Молодёжное Гражданское Общество (молодёжное крыло организации «Гражданское общество»)
- Молодежь за новый социализм (Движение «За новый социализм»)

## Внепартийные молодёжные движения и организации

### Демократические
- Оборона
- Весна
- Движение «Время»

### Левые
- Авангард красной молодёжи (АКМ)
- Российский коммунистический союз молодёжи (РКСМ)
- Российский социал-демократический союз молодёжи (РСДСМ)
- Народно-социалистическое движение России (НСДР)

### Благотворительные молодёжные движения
- Молодёжные банки

## Проправительственные молодёжные движения и организации
- Наши (бывшие «Идущие вместе»)
  - Мишки
  - Сталь
- Россия молодая
- Местные
- Восхождение
- Новый рубеж
- Молодёжка ОНФ

## Прочие движения и организации, которые обычно относят к молодёжным
- В 1990-х годах Б. Немцов создал партию под названием «Россия молодая». Несмотря на название, она не являлась молодёжной организацией.
- Некоторые исследователи относят к молодёжным объединениям запрещённую ныне Национал-большевистскую партию (НБП). Однако она не является молодёжной, а объединяет лиц любого возраста. Тем не менее значительная часть актива этой партии — молодые люди.